# Torre de Figueroa
Torre de Figueroa là một ngọn tháp hay nhà của lãnh chúa (manor house) và là một phần của cung điện cùng tên (Figueroa Castle) nằm ở đô thị Abegondo , tỉnh A Coruña. Nó được công nhận là Bien de Interés Cultural vào ngày 17 tháng 10 năm 1994. Tháp có kiến trúc đứng kiểu Gothic được xây vào thế kỷ 12 hoặc 15 (phiên bản 2), được trùng tu lại vào thế kỷ 17.